# Ādolfs Ābele
Ādolfs Ābele (* 24. Januar 1889 in Blome, Smiltene, heute Lettland; † 2. August 1967 in Kalamazoo, Kalamazoo County, Michigan,  USA) war ein lettischer Organist, Pianist, Dirigent, Komponist und Musikpädagoge.

## Leben und Wirken
Ādolfs Ābele wuchs in einer Lehrerfamilie auf. Seine Eltern waren Ata oder Otto Ābele und Anna Ābele. Seine musikalische Grundausbildung erhielt er bei seinem Vater  und besuchte in Cēsis die Schule. 1907 ging er nach Riga und nahm bei Emīls Dārziņš privaten Klavier- und Musikunterricht. Ab 1909 studierte er am Sankt Petersburger Konservatorium, zunächst Orgel bei Louis Homilius und Jacques Handschin. 1914 wurde er graduiert. Sein Kompositionsstudium absolvierte er bei Jāzeps Vītols und schloss dieses im Jahr 1915 ab.
Während des Ersten Weltkriegs war Ābele Kapellmeister beim IV. lettischen Schützenregiment. Er war neun Monate in deutscher Kriegsgefangenschaft. 1918 und 1919 wirkte er als Korrepetitor an der Lettischen Nationaloper in Riga. 1919 diente er in der lettischen Armee in der sogenannten Brigade von Balodis.
Ab 1920 war er Organist, Dirigent und erster Direktor des Nationalen Volkskonservatoriums in Liepāja. Von 1924 bis 1944 unterrichtete er am Lettischen Konservatorium in Riga, wo er Dekan der Abteilung Komposition und Orgel war und ab 1937 Professor wurde. Einer seiner Schüler war Talivaldis Kenins. Er unterrichtete am Konservatorium auch die Militärkapellmeister. 1927 bis 1944 leitete er den gemischten Chor der Studentenvereinigung Dziesmuvara an der Lettischen Universität. Unter Ābeles Leitung wurde der Chor einer der führenden lettischen Chöre seiner Zeit. Ābele unternahm mit dem Chor Konzertreisen nach Estland, Litauen, Finnland, Dänemark, Norwegen und Schweden.  Beim VII. VIII. und IX. Lettischen Chorfest wurde er zum Chefdirigenten gewählt. Seine Kompositionen wurden vom Radio Orchester Riga aufgeführt.
1944 emigrierte Ābele zunächst nach Deutschland. Esslingen war der Standort der größten Flüchtlingsunterkunft der Letten in Deutschland. Hier lebten sechstausend bis siebentausend Letten lebten. Es gab lettische Schulen, Chöre und auch eine Theatergruppe. Ādolfs Ābele wirkte als Chorleiter und war 1947 an der Organisation des damals größten lettischen Sängerfestes außerhalb Lettlands beteiligt, bei dem er auch als Chefdirigent fungierte. Es nahmen 25 Chöre mit ungefähr 1000 Sängern teil. 1948 war er auch Chefdirigent bei einem Sängerfest in Fischbach.
1949 ging Ābele in die USA. Er arbeitete zunächst als Organist in Allegan, Allegan County, Michigan. 1951 übersiedelte er nach Kalamazoo und leitete dort zusätzlich zu seiner Organistentätigkeit einige Jahre einen lettischen Chor. 1953 war er Dirigent beim ersten lettischen Liederfest in den USA in Chicago. Hier wurde seine Komposition Ak tad [Ach so] aufgeführt.  Beim zweiten lettischen Chorfestival 1958 war er Chefdirigent. 
Ābele lebte bis zu seinem Tod 1967 in Kalamazoo und wurde dort auf dem Riverside Cemetery begraben.

## Werke (Auswahl)

### Werke für Orchester
- Lāčplēša kaps [Das Grab des Lāčplēsis]: Besetzung: Zwei Flöten, zwei Oboen, zwei Klarinetten, zwei Fagotte, vier Hörner, zwei Trompeten, drei Posaunen, eine Tube, Pauken, Schlagzeug und Streicher. Das Stück mit einer Dauer von vier Minuten wurde 1936 in der Universal Edition in Wien publiziert.[12]
- Latvijas kalnājos, Latvijas lejās, Rhapsodie
- Leģenda [Legende]
- Meditācija [Meditation]
- Vīzija [Vision], Symphonisches Gedicht
- Stāsts [Geschichte] für Violine und Sinfonieorchester

### Werke für Orgel
- Saulīt' Tecēj' Tecēdama. Eingespielt von Aivars Kalējs im Dom zu Riga auf: Selected Latvian Organ Works, Remix, 1994.[13]
- Fugue
- Lūgšana [Gebet]

Abele schrieb ungefähr zwanzig kleine Orgelstücke und Choräle.

### Werke für Chor
- Himna Latvijai [Hymne an Lettland]. Text: Aspazija
- Kristus Dzimšanas Dienā [Am Tag der Geburt Christi]. Text: Artūrs Kaugars. Eingespielt vom Youth Choir Balsis unter der Leitung von Ints Teterovskis in der Musikschule Riga. Pusnakti Voices At Midnight, Sony DADC Austria, AIIT002A, 2000
- Lai Jāj Tautas Šorudien. Text: Arvīds Norītis
- Lūgšana [Gebet] Text: Visvaldis Sanders. Aufgenommen vom Youth Choir Balsis unter der Leitung von Ints Teterovskis  in der Johanneskirche (Riga).  Red|SARKANS, Sony DADC Austria AIIT 003, 2010
- 11 tautas dziesmas jauktam korim  [Elf Volkslieder für gemischten Chor]. Publiziert von der Lettischen Studentenvereinigung Dziesmuvara, USA,  1963
- Kora dziesmas [Chormusik] a cappella. Publiziert von Dziesmuvara, Riga, 1999

### Lieder
- Tur zilā, dzidrā tālē, 1914[15]